# Гачківник
Гачківник (Hamatocaulis) — рід мохів родини Amblystegiaceae.
Рід був вперше описаний Ларсом Хеденасом у 1989 році.
Рід має космополітичне поширення.
Види:
- Hamatocaulis lapponicus
- Hamatocaulis vernicosus